# TORTURE GARDEN
TORTURE GARDEN
1. サックス奏者であるジョン・ゾーンのユニットNAKED CITYが1991年に発表したアルバム。邦題は「拷問天国」。
2. イギリスを中心とした世界各国で開催されているクラブイベント。以下、詳述する。

TORTURE GARDEN（トーチャー・ガーデン）は、イギリスを中心に開催されているクラブイベントの名称。

## 概要
TORTURE GARDENは、1990年にALLEN TG、DAVID TGの2名が開催を始めて以降、現在まで1ヶ月に1回の割合で催されているクラブイベントである。現存するものとしては世界でもっとも歴史の長いフェティシズムを主題としたイベントで、現在の観客動員数は毎回1000～1500人程度。2008年に開催された18周年記念イベントでは、公称で5000人以上（3日間の延べ人数）の観客が訪れた。
フェティシズム、パフォーマンス・アート、モダン・プリミティブの3つの要素をイベントの中核としており、3ないし4以上のフロアで構成された会場を使用し、各フロアにて様々なアトラクションやDJブースを用意しているのが大きな特徴。イギリスの主要なフェティッシュ・ファッション・ブランドが毎回ファッション・ショーを行っている他、イギリス国内のみならず、アメリカ、オーストラリア、近隣のヨーロッパ諸国などから多数の著名なDJやパフォーマーが出演することでも有名である。
またイベントの雰囲気やコンセプトを明確にするため、ドレスコードが敷かれていることでも富に知られている。TORTURE GARDENでは特定の衣服は定められていないが、前述した三要素に沿ったテーマの衣服を着用することが求められており、入場口の審査によって『合致していない』と判断された場合、入場が出来ない。
主に会場内でプレイされる音楽ジャンルはハード・ハウス、テクノ、NRG、NU SCHOOL BREAKS、フリー・フォームなど。ALLEN TGはレジデントDJとしてハード・ハウス、エレクトロを中心とした楽曲をプレイし、DAVID TGはNU SCHOOL BREAKSやラウンジ・ミュージックなどをプレイする一方、VJも担当している。
その開催規模の大きさから内外のメディアからの注目度も高く、イギリス国内の雑誌媒体やテレビ局を初め、アメリカやヨーロッパ各国の多数のメディアが取材を行っている。また2002年には日本テレビの番組「TOKYO CLUB GANG」がTORTURE GARDENを題材に取り上げ、主催者であるALLEN TG、DAVID TGが来日時に合わせて番組に出演した。
現在はロンドン近郊の複数のクラブをホームグラウンドとしており、年に数回はイギリスの地方都市でも開催を行う。また、イギリスだけでなく世界各国からイベント自体が招待されることが多く、過去にアメリカ、ロシア、イタリア、ギリシャ、クロアチア、日本などで開催されている。
日本においては、2001年より東京の音楽制作会社がライセンス契約を結び、独自に「TORTURE GARDEN JAPAN」を年に1～2回の割合で開催している。毎回ALLEN TG、DAVID TGの2名（ないしどちらか1名）、及びイギリス本国のイベントでの出演実績があるパフォーマー数名が来日し、DJプレイ、およびパフォーマンスを行う。主催者公認で他国版のTORTURE GARDENを開催しているのは、現在のところイタリア、ギリシャ、そして日本である。

## 来歴
1980年代までのイギリスにおいて、フェティシズムやSMはタブー（禁忌）的な意味合い・印象が根強く、その活動もアンダーグラウンドを中心としたものが多かった。しかし、そのような状況下でありながら独自の活動形態を維持していたフェティシズムやSMは、特に前衛的なアート志向を持つ者にとって、非常に刺激的であった。
TORTURE GARDENを現在も主催しているアラン・ペリング（ALLEN TG）、デヴィッド・ウッド（DAVID TG）の2名にとってもそれは例外ではなかった。1984年にふとしたきっかけで出会い友人となったペリングとウッドは、フェティシズムやSM的事象が持っている先鋭的なセンスに注目し、当時はまだマイナーであったフェティシズムをテーマとしたクラブイベントの開催を思いつく。
その後、いくつかのイベント開催を経てコンセプトの構想などを熟成させ、1990年にイギリス・ロンドンにて初めてのTORTURE GARDENを開催するに至る。当時の観客動員はわずか100名ほどであったが、開催を重ねるうちに動員数は増加を続け、5回目の開催で早くも500人を突破、そして1994年頃には1000人を超える観客動員を記録、イギリスにおけるフェティッシュ・パーティの代表格として位置づけられるようになった。
2000年に入ってからはイギリスで最大級のフェティシズムをテーマとしたイベント「SKIN TWO RUBBER BALL」のメイン・アクトを務めるようになるなど、その活動範囲を広げた。また2002年にはDAVID TGとデザイナーのカイス・パッコーラ（Kaisu Paakkola）が手がけるフェティッシュ・ファッション・ブランド『TG CLOTHING』もスタートした（カイス・パッコーラはその年の暮れ、肺炎により急逝した）。そして2003年、この年に開催された13周年記念のイベントにおいて、これまでの最大数である2500人もの観客動員を記録し、現在に至る。
TORTURE GARDENの活動は、同時期に活動を開始していたファッション雑誌『SKIN TWO』の人気拡大と共にイギリスにおけるフェティシズムの活動形態をファッショナブルなものへと変化させ、その流れを世界各地へと浸透させていった。現在ではアメリカや欧州各国、アジア各国において、影響を受けた数多くのファッション・ブランドや多数のフォロワー・パーティが誕生するに至っている。